# École nationale des chartes
L'École nationale des chartes fu fondata nel 1821 per garantire la formazione scientifica dei dirigenti delle biblioteche e archivi statali. Offre formazione di alto livello nel campo delle scienze documentarie della storia.
Fa parte del sistema di istruzione superiore francese delle Grande écoles e vi si accede mediante concorso. Rilascia i titoli di "archiviste paléographe" e di master.

## Direttori
| Elenco dei direttori | Elenco dei direttori | Elenco dei direttori    | Elenco dei direttori                                                                                            |
| -------------------- | -------------------- | ----------------------- | --- |
| 1847                 | 1848                 | Jean-Antoine Letronne   | |
| 1848                 | 1854                 | Benjamin Guérard        | professore all'École des chartes, membro dell'Istituto                                                          |
| 1854                 | 1857                 | Natalis de Wailly       | membro dell'Istituto                                                                                            |
| 1857                 | 1871                 | Léon Lacabane           | professore all'École des chartes                                                                                |
| 1871                 | 1882                 | Jules Quicherat         | professore all'École des chartes, membro dell'Istituto                                                          |
| 1882                 | 1916                 | Paul Meyer              | professore all'École des chartes, membro dell'Istituto                                                          |
| 1916                 | 1930                 | Maurice Prou            | professore all'École des chartes, membro dell'Istituto                                                          |
| 1930                 | 1954                 | Clovis Brunel           | professore all'École des chartes, directeur d'études all'École pratique des hautes études, membro dell'Istituto |
| 1954                 | 1970                 | Pierre Marot            | professore all'École des chartes, membro dell'Istituto                                                          |
| 1970                 | 1976                 | Michel François         | professore all'École des chartes, membro dell'Istituto                                                          |
| 1976                 | 1987                 | Jacques Monfrin         | professore all'École des chartes, directeur d'études all'École pratique des hautes études, membro dell'Istituto |
| 1987                 | 1993                 | Emmanuel Poulle         | professore all'École des chartes, membro dell'Istituto                                                          |
| 1993                 | 2002                 | Yves-Marie Bercé        | professore all'università Paris-Sorbonne, membro dell'Istituto                                                  |
| 2002                 | 2006                 | Anita Guerreau-Jalabert | direttore di ricerca al CNRS                                                                                    |
| 2006                 | 2011                 | Jacques Berlioz         | direttore di ricerca al CNRS                                                                                    |
| 2011                 | 2016                 | Jean-Michel Leniaud     | direttore di studi all'EPHE                                                                                     |
| 2016                 | -                    | Michelle Bubenicek      | professoressa all'università della Franca Contea                                                                |